# Мізгєя (річка)
Мізгєя (рос. Мизгея) — річка в Тульської області Росії, ліва притока Упи. Довжина 43 км, площа басейну 561 км ². Середній ухил 2,28 м/км. Бере початок за 4 кілометри на захід від села Верхні Дубки, тече в межах Одоєвського та Арсеньєвського районів, утворюючи великі петлі. Впадає в р. Упу біля селища Пріупскій.
В середині течії перетинає автодорогу Р139 Бєльов - Тула.
Після злиття з Малою Мізгєей річка отримує назву Велика Мізгєя.
Живлення переважно снігове. Повінь з кінця березня до середини квітня. Річка замерзає в середині листопада, розкривається в кінці березня - початку квітня.
На річці Мізгєї розташовані села Мізгєя, Малихін, Мале та Велике Касимове, Сомове, Горбачове, Бутиркі.
Несудноплавна.
В річці водяться головень, плотва, піскар, короп.

## Притоки
- Мала Мізгєя
- Маловель
- Бухарка